# Limopsis tenella
Limopsis tenella ist eine Muschel-Art aus der Familie der Limopsidae in der Ordnung der Arcida.

## Merkmale
Das gleichklappige, etwas abgeflachte Gehäuse hat eine maximale Länge von 25 mm. Es ist im Umriss sehr schief-eiförmig, der hintere Gehäuseteil ist stark verlängert. Das Gehäuse ist dadurch sehr deutlich ungleichseitig, und die kleinen Wirbel sitzen vor der Mittellinie des Gehäuses. Es ist ein wenig höher als lang. Der Dorsalrand ist kurz und gerade, der hintere Dorsalrand ist etwas länger als der vordere Dorsalrandsind etwa gleich lang. Der hintere Dorsalrand geht mit einem sehr flachen Winkel in den weit gerundeten Hinterrand über. Der Übergang des vorderen Dorsalrandes in den Vorderrand ist ebenfalls sehr flachwinklig, nur sehr wenig steiler als der hintere Übergang. Der Vorderrand ist etwas weniger stark gewölbt als der Hinterrand. Der Ventralrand ist weit ausgewölbt. Das Dorsalfeld zwischen den Wirbeln ist flach eingesenkt.
Das Ligament ist sehr klein und erstreckt sich vor und hinter den Wirbeln. Das kleine, dreieckige Resilium sitzt in einer flachen Grube (Resilifer) zwischen den Wirbeln. Die taxodonte Schlossplatte ist breit; der obere Rand ist gerade, der untere Rand flach gewinkelt. Das Schloss weist zwei Serien von kräftigen Zähnchen auf, die von einem schmalen und vergleichsweise breiten, zahnlosen Bereich voneinander getrennt sind. In beiden Serien sind vier bis fünf gerade Zähnchen vorhanden, die leicht nach außen divergieren. Die zwei Schließmuskeln sind ungleich groß. Der vordere Schließmuskel ist dabei nur etwa halb so groß wie der hintere Schließmuskel und sitzt direkt unter dem vorderen Ende der Schlossplatte. Der hintere Schließmuskel befindet sich dagegen etwas oberhalb der Mitte des Hinterrandes. Die Mantellinie ist nicht eingebuchtet.
Die aragonitische Schale ist mäßig dick und spröde. Die Ornamentierung besteht nur aus etwas unregelmäßigen Anwachslinien und ein paar wenigen radialen Linien im hinteren Gehäuseteil. Das strohgelbe bis gelbbraune Periostrakum ist zu langen feinen Borsten ausgezogen, die flach an der Schale anliegen. Sie bilden einen breiten, überstehenden Saum am Gehäuserand. Die Schale ist weißlich, die innere Oberfläche weißlich-glänzend. Der innere Gehäuserand ist glatt.

## Geographische Verbreitung, Lebensraum und Lebensweise
Die Art ist wahrscheinlich ein Kosmopolit. Sie kommt nur in der Tiefsee vor, in der Porcupine-Bucht von etwa 2.600 m bis 4.900 m Wassertiefe. Das Maximum der Verbreitung liegt dort bei 2.700 bis 2.800 m Wassertiefe. Im Golf von Mexiko wurde sie allerdings auch schon in einer Tiefe von nur 360 m gefunden.
Die Tiere leben halb eingegraben im Sediment und sind mit einem einzigen Byssusfaden an einem Sedimentpartikel angeheftet. Sie sind Suspensionsfiltrierer.

## Taxonomie
Das Taxon wurde 1876 von John Gwyn Jeffreys bereits als Limopsis tenella vorgeschlagen. Es ist allgemein als gültiges Taxon akzeptiert. Synonyme sind: Limopsis plana A. E. Verrill, 1882, Limopsis pelagica E. A. Smith, 1885, Limopsis profundicola Verrill & Bush, 1898, Limopsis transversa Locard, 1898 und Limopsis guineensis Thiele, 1931.